# Engie Electrabel
Engie Electrabel (meestal geschreven als ENGIE Electrabel), voorheen Electrabel, is de Belgische energie-afdeling van de Franse multinational Engie. Engie Electrabel verkoopt op de Belgische consumentenmarkt elektriciteit, aardgas, energieproducten en energiediensten aan zakelijke klanten en particulieren.

## Geschiedenis

### Ebes (1905 - 1990)
De naamloze vennootschap Electrabel werd in 1905 statutair opgericht in Antwerpen onder de naam Sociétés Réunies d'Energie du Bassin de l'Escaut, in 1956 afgekort tot Ebes.
Na de Eerste Wereldoorlog hadden veel Europese landen de elektriciteitsproductie en -distributie genationaliseerd, maar in België bleven de elektriciteitscentrales privé-bedrijven. Desondanks had de overheid de mogelijkheid om controles uit te voeren in de centrales en hadden de gemeentes via aandelen enige belangen in de bedrijven.
Het marktleiderschap van Ebes/Electrabel in België is historisch gegroeid door middel van vele fusies tussen de verschillende elektriciteitsbedrijven. In 1935 waren er nog meer dan twintig onafhankelijke elektriciteitsbedrijven in België. Tegen 1976 waren er nog maar drie grote spelers op de Belgische elektriciteitsmarkt: Intercom, Ebes en Unerg, alle drie waren deze privé-bedrijven. Deze evolutie werd in 1990 geconsolideerd door de fusie van Ebes met Intercom en Unerg. Naar aanleiding van deze fusie werd gekozen voor de nieuwe naam 'Electrabel'. Historisch gezien had de Generale Maatschappij van België (GM) belangrijke aandelen in de Belgische energiebedrijven. In 1982 had de GM 4,9% van de aandelen van de Ebes in handen. Voor Intercom en Unerg bedroeg dit telkens 3,7%. In 1988 was dit al opgelopen tot meer dan 9% van Ebes, Intercom en Unerg.

### Electrabel (1990)

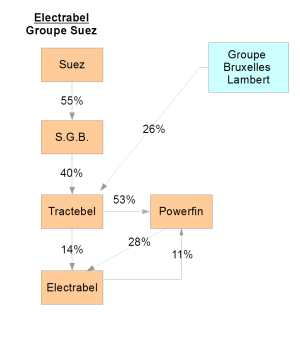
Organigram van de onderneming Electrabel in 1990

Sinds 1988 was 60% van de aandelen van de GM in handen van het Franse SUEZ gekomen. Men hoopte dat SUEZ respect zou tonen voor de 'Belgische verankering' van de Generale Maatschappij. Om de kans op een buitenlandse overname zoals in 1988 bij de GM gebeurd was, te verkleinen werd Ebes in 1990 'versterkt' tot Electrabel. Ebes fuseerde hierbij met Intercom en Unerg tot één groot Belgisch energiebedrijf. De GM, in handen van SUEZ, bekwam 40% van de aandelen van Tractebel, de referentie-aandeelhouder van het nieuwe energiebedrijf.

### SUEZ / Engie
De fusie was echter tevergeefs. Naar het einde van de jaren 90 toe, werd het duidelijk dat SUEZ zijn zinnen op de Belgische energiemarkt had gezet. In 1996 besliste Albert Frère met zijn Groupe Bruxelles Lambert om zijn belang van 25 procent in Tractebel te ruilen voor een belang in SUEZ. Frère werd met ongeveer tien procent van de aandelen een belangrijke aandeelhouder van de Franse multinational. Dit zette echter het einde van de onafhankelijkheid van Tractebel-Electrabel definitief in. Philippe Bodson, CEO van Tractebel ijverde nog voor een fusie van Tractebel en Electrabel om de Franse invloed op Tractebel-Electrabel te verkleinen, maar dit plan werd niet uitgevoerd. In 1998 kreeg SUEZ bijna alle aandelen van de GM in handen waardoor de invloed op Tractebel en Electrabel wederom werd vergroot. In 1999 werd SUEZ voor 100% eigenaar van Tractebel, vooral door de verkoop van de GBL-belangen van Frère aan SUEZ en de opkoop van de GM. De invloed van SUEZ was nu onafwendbaar en in 2005 ten slotte kwam Electrabel voor 100% in handen van de Franse groep. Daarvoor kocht het onder andere 5% van de aandelen die tot dan in handen waren van de Belgische gemeenten. Albert Frère probeerde de gemeenten te overtuigen om een ruilbod van SUEZ te aanvaarden en om zo bij SUEZ een 'Belgisch' blok te kunnen vormen. De Vlaamse politieke partijen probeerden de gemeenten dan weer te overtuigen om met de opbrengst van de verkoop aan SUEZ de aandelen van Electrabel in de distributienetbeheerders over te kopen.
Om de aankoop van Tractebel en Electrabel te bekostigen moest SUEZ heel wat dochters van de GM verkopen.
Omwille van deze consolidatie- en overnamegeschiedenis ging de Belgische elektriciteitsmarkt de liberalisering van de energiemarkt (2003-2007) in als een quasimonopolie. Naarmate de tijd verstreek werd het belang van Electrabel wel verminderd, onder andere door verkoop van capaciteit aan Luminus en E.ON.
In 2008 fuseerde SUEZ met Gaz de France , waarna de naam van de groep wijzigde naar GDF Suez. Deze laatste naam werd in 2015 gewijzigd naar Engie.

## België
Electrabel is de grootste producent en leverancier van elektriciteit van het land. Ze beschikt in België over een gediversifieerd productiepark met een totale capaciteit van 9.163 MW. Het park bestaat uit kerncentrales, centrales die werken op fossiele brandstoffen als aardgas en kerosine, installaties die hernieuwbare energiebronnen gebruiken en een spaarbekkencentrale. De kerncentrales maken 45% van de capaciteit uit, maar produceerden in 2013 ongeveer 60% van alle elektriciteit. Het aandeel van aardgas ligt op ongeveer een kwart van de capaciteit en de productie. De totale stroomproductie in 2013 lag op 42,7 TWh.
Het bedrijf telt bijna 3 miljoen klanten in België waarvan ongeveer de helft alleen elektriciteit afnemen en de andere helft neemt ook aardgas af bij Electrabel. In 2013 had Electrabel een marktaandeel van 50% in de verkoop van elektriciteit. In de periode van eind 2012 tot 2014 verlieten echter veel klanten de oude monopolist. Oorzaak was de liberalisering van de markt in 2012 in België, waardoor het marktaandeel van Electrabel daalde tot 44 en 40 procent voor respectievelijk elektriciteit en aardgas in december 2014. In België had Electrabel in 2013 5151 medewerkers. Om dit verlies op het marktaandeel tegen te gaan, heeft Engie Electrabel zijn gamma gediversifieerd en stelt nu andere producten voor zoals verwarmingsketels of zonnepanelen. 
- Kerncentrale Tihange
- Kerncentrale Doel
- Stoom- en gasturbines (STEG): Amercoeur (Charleroi), Drogenbos, Herdersbrug (Brugge), Saint-Ghislain, Zandvliet met BASF, Esch-sur-Alzette (Luxemburg), Knippegroen op hoogovengas van ArcelorMittal Gent
- Warmtekracht: Solvay Jemeppe, Total Antwerpen, Lanxess Antwerpen, Monsanto Antwerpen, Sappi Lanaken, Syral Aalst
- Kolengestookte centrales: Centrale Ruien (gesloten), Les Awirs (gesloten), Kallo (gesloten), Mol (gesloten), Rodenhuize (3 groepen gesloten, 1 omgebouwd naar houtpellets en Max Green genoemd)
- Spaarbekkencentrale: Coo-Trois-Ponts
- Hernieuwbare: waterkracht, fotovoltaïsch, biomassa, windparken.

### Ruil met E.ON
Electrabel heeft in 2009 de kolengestookte centrale van Langerlo (Genk, 556 MW), de gasgestookte centrale in Vilvoorde (385 MW) en het recht op een deel van de nucleaire capaciteit (circa 770 MW) overgedragen aan E.ON. Electrabel kreeg hiervoor in ruil een aantal energiecentrales in Duitsland, waaronder de Farge en Zolling centrales met een totale capaciteit van 799 MW. Verder kreeg Electrabel ook het recht op 700 MW capaciteit van diverse Duitse kerncentrales. Met deze ruil werd E.ON een nieuwe aanbieder op de Belgische markt met een marktaandeel van zo’n 9%. De capaciteit van Electrabel daalde tot 11.200 MW in 2010, maar bleef de belangrijkste leverancier van elektriciteit met een marktaandeel van 65% in België.

### Resultaten
In 2012 leed Electrabel voor het eerst in haar geschiedenis een nettoverlies van 105,7 miljoen euro. In 2011 maakte het bedrijf nog een winst van 1,2 miljard euro. Na de liberalisering van de energiemarkt stappen veel klanten over. Het prijsvoordeel dat ze kunnen opstrijken door een andere leverancier te kiezen is vaak aanzienlijk. Verder is de nucleaire rente verdubbeld van 245 miljoen euro naar 550 miljoen euro. Tot slot heeft de tijdelijke sluiting van Doel 3 en Tihange 2 ook bijgedragen tot het verlies.
In 2013 was het verlies 906 miljoen euro. De stilstand van Doel 3 en Tihange 2 gedurende de eerste helft van 2013, de algemene prijsdaling op de energiemarkten en de teruglopende energieverkopen deden het bedrijfsresultaat met 35% dalen ten opzichte van 2012. Het uitzonderlijk resultaat kwam uit op een verlies van meer dan 2 miljard euro hoofdzakelijk samengesteld uit de nucleaire rente van 422 miljoen euro, de afschrijvingen op de waarde van gascentrales en de waardevermindering van de deelnemingen.

## Nederland

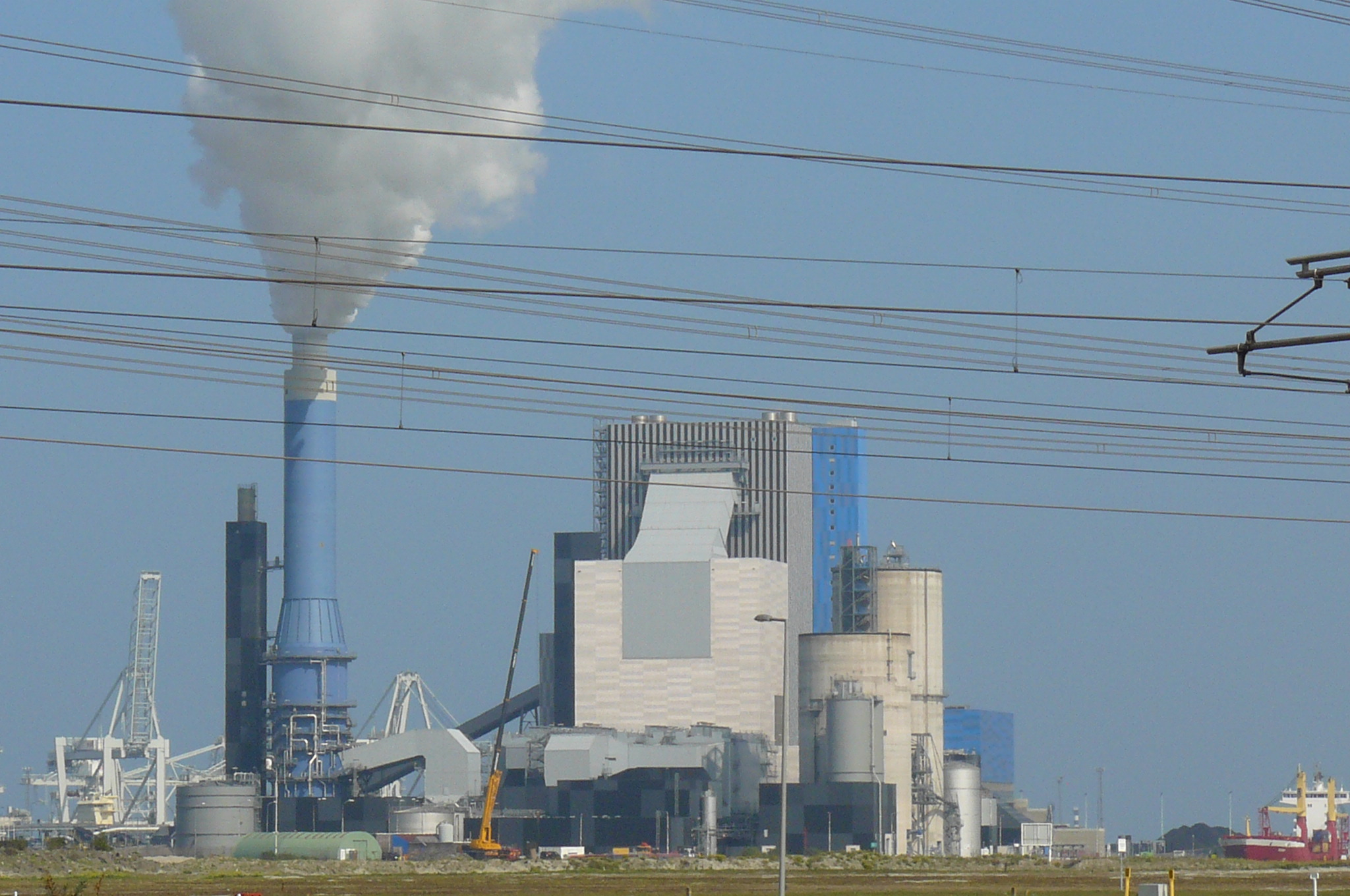
GDF SUEZ elektriciteitscentrale op de Maasvlakte

Van 1 januari 2012 tot 1 januari 2016 opereerde moederbedrijf GDF SUEZ onder twee namen op de markt in Nederland:
GDF SUEZ Energie Nederland voor de grootzakelijke markt en Electrabel voor de overige zakelijke markt en particulieren. Sinds 1 januari 2016 is GDF Suez in Nederland enkel nog werkzaam onder de nieuwe naam 'Engie'. Op de energiemarkt gaat het om Engie Energie Nederland.
Electrabel stapte in 2001 in de Nederlandse markt door overname van elektriciteitsproducent EPON. EPON was toen de grootste producent van elektriciteit in Nederland met een totaal opgesteld vermogen van 4.647 MW.